# Feleti Sevele

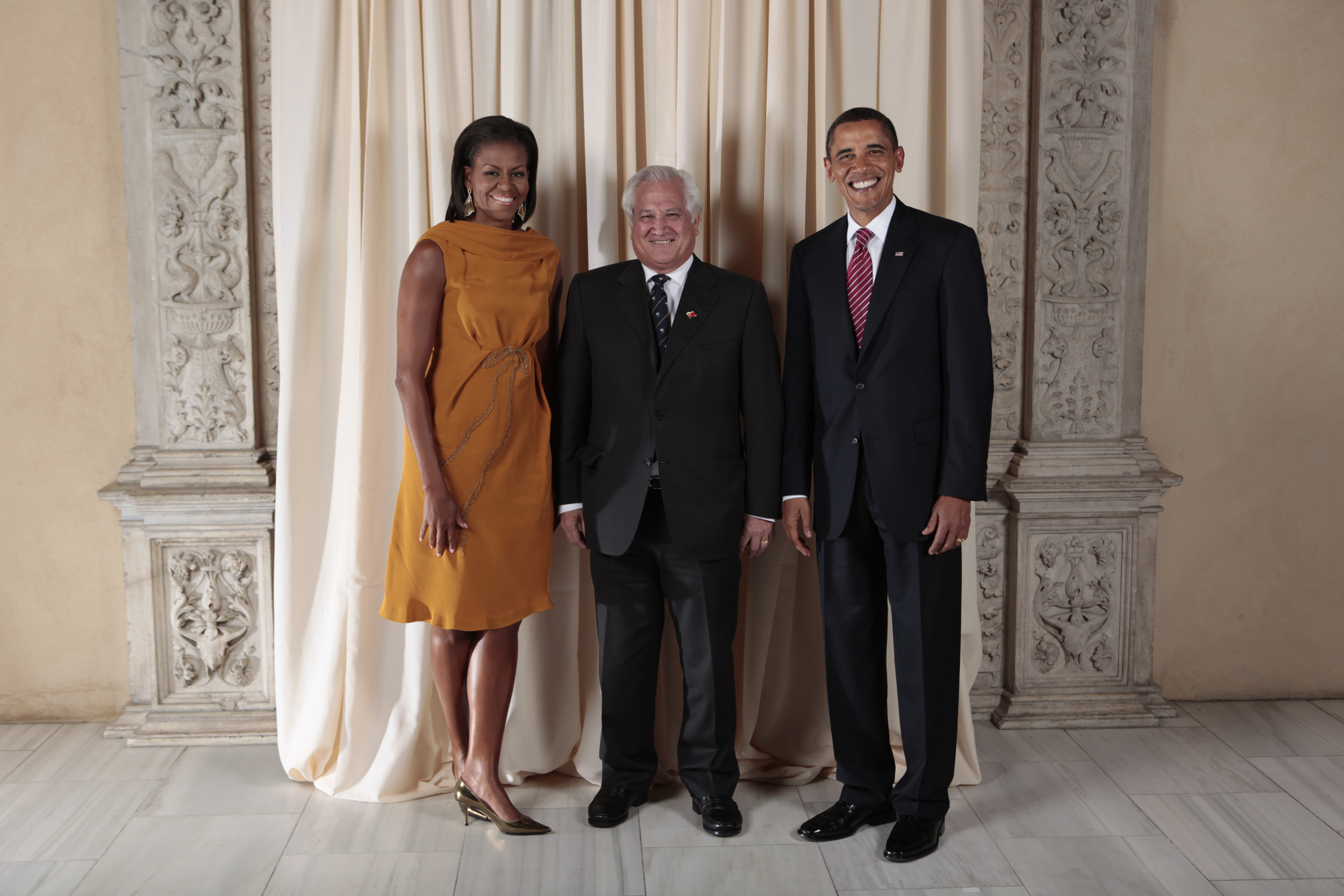
Sevele ao lado de Barack Obama e Michelle Obama, durante visita aos EUA.

Frederick Vaka'uta Sevele (Ma’ufanga, Nukuʻalofa, 7 de julho de 1944) é um político de Tonga, ex-primeiro-ministro do seu país.
Teve uma educação primorosa, tendo estudado primeiramente no Colégio Apifo, no Tonga, no Colégio de St. John nas Ilhas Fiji, e ainda com as irmãs maristas em Suva. Graduou-se, logo, em Economia Geográfica na ilustre Universidade de Canterbury.
Embora a sua vida política já perdurasse, o primeiro momento alto da carreira de Sevele foi aquando da sua eleição como representante da Assembleia Legislativa do Tonga, junto a mais oito pessoas. Foi reeleito em 2002, e posteriormente, em 2005. Foi também apontado como ministro da Lavoura, do Comércio e das Indústrias.
Como ministro, um dos seus mais célebres feitos, foi a negociação da entrada do Reino do Tonga na Organização Mundial do Comércio, em sigla OMC, em Dezembro de 2005. Nos inícios de 2006 tornou-se responsável pelos Serviços Públicos do país.
Depois da resignação do Príncipe Lavaka Ata 'Ulukalala ao cargo em fevereiro de 2006, Sevele foi então apontado com primeiro-ministro do Reino do Tonga. A sua eleição foi feita após vários meses de protestos pró-democráticos que a Família Real na conseguia travar. Os protestos deviam-se precisamente à presença de um membro da Real Família, um príncipe, como Chefe do Governo. A opinião pública começou logo a crer que se estava a formar um governo autocrático e iniciou por isso os protestos. Sevele foi assim apontado para o cargo pelo rei Taufa'ahau Tupou IV, tornando-se o primeiro primeiro-ministro do Reino do Tonga de origens não-nobiliárquicas, como haviam sido todos os outros.